# Cogollos
Cogollos – gmina w Hiszpanii, w prowincji Burgos, w Kastylii i León, o powierzchni 31,25 km². W 2011 roku gmina liczyła 498 mieszkańców.